# K2 Black Panther
K2 «Чорна пантера» (кор.: хангиль: K-2 흑표, ханча: K-2 黑豹, НЛ: K-2 Heukpyo; K2 Black Panther) — південнокорейський основний бойовий танк нового покоління. Машина була розроблена південнокорейським Агентством з оборонних розробок (Agency for Defense Development, ADD) і компанією Rotem (підрозділ Hyundai Motors). У майбутньому K2 повинен замінити у військах американські танки M48 і доповнити парк танків K1.
У 2011 році Агентство оборонних закупівель Південної Кореї придбало 15 танків K2 дослідного виробництва для випробувань.
У 2012 році повідомлялося, що повномасштабне виробництво буде запущено в 2014 році. ЗС Республіки Корея спочатку планувалося придбати приблизно 680 «Чорних пантер», проте плани були скорочені до 390, а потім до 297 танків через дефіцит коштів в оборонному бюджеті. При вартості в $ 8,5 млн за одиницю цей танк є одним з найдорожчих у світі[джерело?].

## Огляд
Танк «Чорна пантера» був розроблений державним Агентством з оборонного розвитку спільно з Hyundai Rotem, оборонним підрозділом Hyundai Motor. Новий танк мав замінити танки M48 Patton та попередні моделі танків K1, які перебували на озброєнні з 1980-х років. Перші прототипи були представлені в 2007 році.
«Чорна пантера» озброєна 120-мм гладкоствольною гарматою L55, розробленою компанією Hyundai Wia. Система управління вогнем здатна отримувати та відстежувати цілі на відстані до 9,8 кілометрів із допомогою тепловізійного прицілу.
Танк може рухатися зі швидкістю до 70 км/год на дорогах з твердим покриттям і до 52 км/год в умовах бездоріжжя. Здатен підніматись на 60-градусні схили та долати вертикальні перешкоди до 1,8 метра заввишки.

## Виробництво
29 грудня 2014 року був підписаний контракт з міністерством оборони Південної Кореї на серійне виробництво танків К2. Вартість контракту складає 901 500 000 000 вон ($ 820 290 000) і передбачає постачання 100 К2 до 2017 року.
Виробництво першої серії тривало з 2010 до 2015 роки.
Масове виробництво першої серії зі 100 одиниць було затверджено в 2011 році, але виникли затримки через проблеми з двигуном та розробкою трансмісії місцевого виробництва. Тоді було вирішено в першій серії використати силовий агрегат німецького виробництва: дизельний двигун MTU 883 та коробку передач виробництва RENK.
Танки прийняті на озброєння в 2014 році, і того ж року місцеві виробники повідомили, що їм вдалося розробити 1500-сильний силовий агрегат, який можна було б встановити на другу серію з 100 танків.
Виробництво другої серії розпочалось в 2014 році та мало бути завершене в 2021 році.
Однак виробництво другої серії також зіткнулось із затримками, оскільки розроблена компанією S&T Dynamics трансмісія неодноразово не могла пройти випробування на надійність та довговічність, основною вимогою яких є робота протягом 320 годин. Зрештою, друга серія K2 була поставлена в 2019 році.
У грудні 2020 року було підписано контракт вартістю близько $480 млн з компанією Hyundai Rotem на виробництво третьої серії танків K2. Всі танки цієї серії мають бути передані до 2023 року. Всього має бути виготовлено 50 танків сукупною вартістю 2,83 трлн вон (близько $2,56 млрд).
25 листопада 2020 року було вирішено, що нові машини матимуть двигун виробництва Doosan Infracore та трансмісію німецького виробництва RENK, оскільки автоматична коробка передач, розроблена S&T Dynamics, зазнала невдачі на випробуваннях на надійність.

## Експортний потенціал

### Норвегія
У рамках програми норв. Prosjekt 9360 – Stridsvognkapasitet til Hæ з 2025 року в армії Норвегії мають поступити на озброєння нові танки. За цей контракт змагаються два кандидати, і Міністерство оборони Норвегії планує підписати контракт до кінця 2022 року.
Конкурентами є K2 Black Panther від південнокорейського Hyundai Rotem та Leopard 2A7 від німецької Krauss-Maffei Wegmann (KMW).
27 січня 2022 року дві машини-кандидати були показані міністру оборони та пресі. Протягом наступних чотирьох тижнів два кандидати пройдуть ретельні зимові випробування, щоб побачити, як вони працюють в умовах норвезької зими та природи.

### Польща
Польща також виявила зацікавленість у розробці власного основного бойового танка у співпраці з Hyundai Rotem із використанням технологій «Чорної пантери».
На виставці у Польщі MSPO у 2020 році була представлена модель К2PL, яка візуально від базового К2 відрізнялась збільшеною на 1 каток 7-каткової базою та трохи зміненою баштою. А також, звісно, впровадженням нових сучасних систем, зокрема, комплексу активного захисту.
Під час виставки Eurosatory 2022 польський PGZ та корейський Hyundai Rotem підписали угоду про спільну роботу зі створення локалізованої версії корейського танка K2 — передачу технологій та проведення «глибокої полонізації» машини з метою її випуску у Польщі.
Окрім того, як повідомляє польське видання Defence24, опрацьовується варіант придбати у короткостроковій перспективі наявні у Кореї танки К2 з метою задоволення невідкладних потреб.
22 липня 2022 року міністр національної оборони Польщі зазначив, тривають переговори з Південною Кореєю про придбання 180 танків K2 Black Panther і 48 легких бойових літаків FA-50 Fighting Eagle. Згідно з його заявою, перші одиниці танків K2 від компанії Hyundai Rotem будуть поставлені вже цього року. Окрім того, 180 танків — це лише перша партія, і згодом вони будуть вироблятися в Польщі.
Вже 27 липня 2022 року була підписана рамкова угода на придбання 1000 танків K2 Black Panther, 672 одиниць гаубиць K9 Thunder, а також 3 ескадрильї літаків FA-50.
19 жовтня 2022 року на заводі компанії Hanwha Defense у Чангвоні було представлено перші виготовлені 24 самохідні гаубиці K9A1 Thunder та 10 перших танків K2 Black Panther із замовлених Польщею. Одразу після того техніка попрямувала до Польщі.

### Туреччина
Проблеми з моторно-трансмісійним відділенням надзвичайно важливі для потенційних іноземних замовників, включаючи Туреччину.
У 2008 році Hyundai Rotem підписав контракт із турецькою компанією Otokar на 540 мільйонів доларів на передачу технологій та допомогу в проектуванні K2. Ці технологія були використані при створенні танку «Алтай».